# Ставропольский государственный краеведческий музей
Ставропольский государственный музей-заповедник имени Г. Н. Прозрителева и Г. К. Праве — старейший музей на территории Северного Кавказа.

## Экспозиции
В фондах и экспозиции музея хранится и экспонируется более 300 тысяч музейных предметов.
Основная экспозиция представлена 3 залами:
- Зал природы — в зале природы посетители могут увидеть редчайшие палеонтологические находки, имеющие мировую известность: два из пяти найденных в мире скелетов южного слона, единственный в мире полный скелет носорога-эласмотерия и скелет кита-цетотерия. Здесь же представлены коллекции минералов и тропических бабочек, а также обширная зоологическая коллекция. Скелет южного слона в экспозиции музея

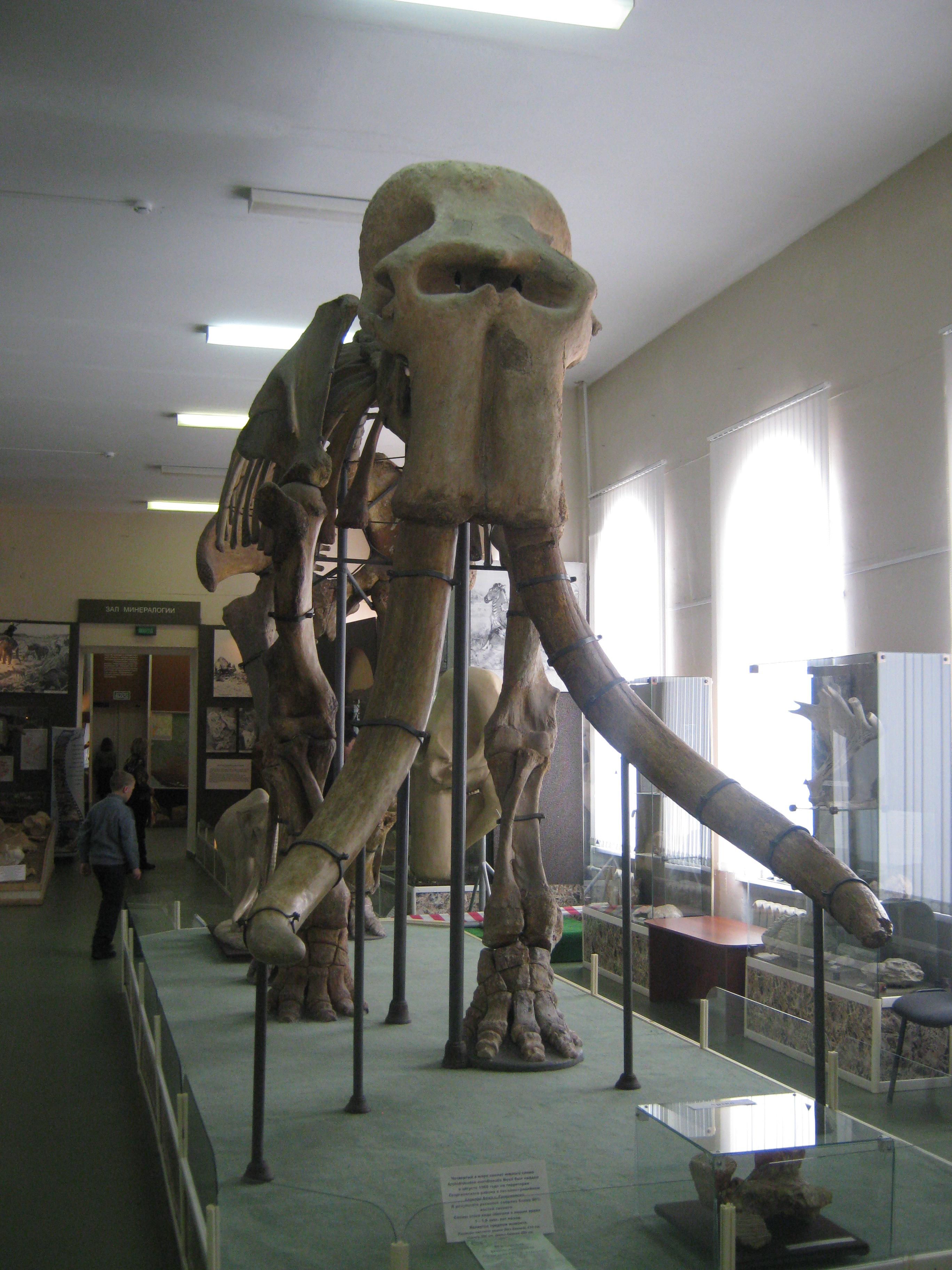
Скелет южного слона в экспозиции музея

- Зал археологии — в зале представлены памятники различных исторических эпох, найденных на территории Северного Кавказа. В зале археологии экспонируются предметы, начиная с каменного века до золотоордынского времени: подлинный каменный крест XI века, образцы скифского звериного стиля, находки из развалин средневекового города Маджар и другие.
- Зал этнографии — в зале этнографии можно познакомиться с культурой и бытом народов, населявших Ставрополье в XVIII- перв. пол. XX вв.: кочевников, горцев, казаков и крестьян-переселенцев. Среди ценных экспонатов этого раздела — тканая икона «Зелёная Тара». Вышитое шёлком изображение божества было изготовлено в 1913 году для вновь построенного храма в Большедербетовском улусе и чудом спасено после войны[1].

В 2013 году открылась обновлённая выставка «Ставрополье — век XX».
С 2019 года музей представляет новую постоянную экспозицию о семье Романовых.

## История
Ставропольский государственный музей-заповедник расположен в историческом центре Ставрополя в здании бывших торговых рядов, построенных в 1873 году по проекту архитектора П. К. Никифорова.
Датой основания музея считается 24 февраля 1905 года, когда губернским статистическим комитетом был учреждён музей Северного Кавказа краеведческого профиля. Региональный статус определялся исторической ролью губернии на Юге России, — долгое время Ставрополье было центром Северного Кавказа.
Инициатором создания музея выступал присяжный поверенный, известный общественный деятель, ревнитель старины Григорий Николаевич Прозрителев. Являясь структурным подразделением Ставропольского губернского статистического комитета, музей функционировал в тесной связи со Ставропольской учётной архивной комиссией.
К началу Первой мировой войны коллекции музея Северного Кавказа насчитывали более 10 тысяч единиц хранения. При музее существовала научная библиотека, составлявшая к 1914 году 1710 томов книг по краеведению и истории. Экспозиция включала в себя исторический и природоведческий разделы. В первом была представлена древняя и средневековая история региона, материалы Кавказской войны и времени освоения Северного Кавказа. Наиболее интересными и познавательными были этнографические комплексы, реконструирующие элементы и быт народов, населявших северокавказский регион. Особую ценность представляла коллекция кавказского оружия, в основе которой было собрание, подаренное музею Г. Н. Прозрителевым.
В естественно-исторической части демонстрировались палеонтологические находки, чучела животных, образцы минералов и растительного мира; выделялся на этом фоне сельскохозяйственный раздел. На базе музея велась активная исследовательская и научно-просветительская деятельность.
Параллельно и одновременно с губернским краеведческим музеем был основан городской музей учебных наглядных пособий. Инициатором его создания выступил нотариус, общественный деятель, гласный городской думы Г. К. Праве. В 1904 году Г. К. Праве предложил передать в собственность города свою коллекцию по всем отраслям естествознания и библиотеку, которые он собирал более двадцати лет. Эта коллекция и составила основу музея, названного в честь жены Г. К. Праве «Подвижным музеем учебных пособий имени Марии Васильевны Праве». Главной целью этого учреждения было обслуживание школ и других учебных заведений Ставрополя. Со временем музей разросся и в 1912 году был размещён в здании торговых рядов на Александровской площади. В 1914 году открылась стационарная экспозиция приборов, препаратов, таблиц, макетов, образцов по химии, физике, географии, астрономии, геологии, палеонтологии, ботанике, зоологии, анатомии и физиологии человека в здоровом и больном состоянии, этнографии и археологии. Вокруг этого центра и параллельно ему группировались коллекции по отраслям сельского хозяйства и промышленности. Палеонтологические коллекции музея в течение первых десяти лет его существования включали несколько сотен предметов. Ботанические коллекции превышали 2000 видов и включали более чем 10000 растений.
В 1927 году музей Северного Кавказа и городской музей были слиты в одно учреждение, расположившееся в здании бывших торговых рядов, где музей находится и поныне.
В период фашистской оккупации музей понёс ощутимые потери. Полностью была разграблена этнографическая коллекция. Похищена богатая коллекция нумизматики и наград.
В послевоенный период сфера деятельности музея расширяется. На него возлагаются функции учёта и охраны памятников истории и культуры.
6 декабря 1961 года на основе художественного отдела музея учреждается краевой музей изобразительных искусств.
В 1970 году музею было присвоено имя одного из основателей — Г. К. Праве, а с учётом уточнённой истории музея (1993 год) ему присвоили потом и имя Г. Н. Прозрителева.
С 1984 по 1986 год осуществлена надстройка третьего этажа здания музея. В течение 1990-х годов на новых площадях создаются экспозиции по истории и этнографии Ставрополья XVIII—XX веков, вводится современная экспозиция по геологии и палеонтологии, в стадии разработки находятся экспозиции по археологии и природному миру. Особенностью работы музея в этот период является активная выставочная деятельность, как из собственных собраний, так и привозных коллекций.
В настоящее время весь состав фонда компьютеризирован и переведён на автоматизированный учёт. В 2005 году краеведческий музей преобразован в ГУК «Ставропольский государственный историко-культурный и природно-ландшафтный музей-заповедник им. Г. Н. Прозрителева и Г. К. Праве», а в 2008 году разработана и утверждена программа комплексного развития музея-заповедника на период до 2020 года на основе которой формируется новый тип музея.
С 1 января 2012 года музей получил статус государственного бюджетного учреждения культуры Ставропольского края.
В состав Ставропольского государственного музея-заповедника входят также картинная галерея пейзажей заслуженного художника России Павла Моисеевича Гречишкина, отдел истории казачества в Ставропольском краевом казачьем центре, музей-усадьба художника-академиста В. И. Смирнова с мемориалом К. Л. Хетагурова и уникальный археологический и природный музей-заповедник «Татарское городище».
Ставропольский государственный музей-заповедник — двукратный победитель конкурса «Меняющийся музей в меняющемся мире», который проводится Благотворительным фондом В. Потанина при поддержке Министерства культуры Российской Федерации и оперативном управлении Ассоциации менеджеров культуры. На грантовые средства реализованы проекты «Ставрополье — родина слонов» (победитель 2008 года) и «Вода из реки Лимпопо» (победитель 2011 года).

## Герб музея
В 2005 году на общем собрании коллектива музея был утверждён корпоративный герб, инициатором и разработчиком которого стал директор учреждения Николай Анатольевич Охонько. Эскиз герба выполнил художник-геральдист Игорь Леонидович Проститов. Принятие герба было приурочено к 100-летию со дня основания музея.

Официальный символ музея

Геральдические описание герба гласит: «В чёрном поле щита два золотых дуба (один из которых опрокинут) с единой кроной, процветшей в сердце золотой же розой. Под щитом на чёрной ленте золотой литерой девиз: „Найти. Сохранить“».
Два золотых дуба олицетворяют два музея (музей Северного Кавказа и городской музей учебных наглядных пособий) и двух их основателей — Г. Н. Прозрителева и Г. К. Праве. Срастаясь кронами, оба дерева процветают розой, символизируя будущее музея. Само слово «древо» ассоциируется с понятием «древность», с прошлым, которое является главным объектом изучения музея.
Чёрный цвет (чернь) символизирует прошлое, историю, мудрость, таинство, аскезу, неотвратимую справедливость, благоразумие и загадочность. Золотой цвет (золото) символизирует просвещение, неподверженность порче, мудрость, стойкость, честь, богатство, свет, озарение, гармонию, истину.
Девиз герба отражает основные составляющие социальной роли учреждения: слово «найти» указывает на главное направление его деятельности, заключающейся в поиске источников, сборе коллекций и информации; слово «сохранить» подразумевает, что музей не только осуществляет хранение и экспонирование памятников естественной истории, материальной и духовной культуры, но и занимается их изучением, просветительской и популяризаторской деятельностью.
В сентябре 2006 года, по решению Геральдического совета при Президенте РФ, герб музея был поставлен на федеральный геральдический учёт с присвоением учётного номера 239.

## Директора
- 1925—1930 — Лучник Виктор Николаевич (24.02.1892, г. Ставрополь — 22.04.1936, г. Ставрополь), энтомолог, крупный карабидолог, автор сотен научных, научно-популярных и прикладных публикаций; с 1930 года заведующий кафедрой Ставропольского государственного пединститута[8]
- 1958 (упоминание) − 1965 — Григорий Дмитриевич Краснов (1901—1974), автор книги «Ставрополь на Кавказе»[9]
- 1965- — Георгий Васильевич Орлов
- С сентября 1975 года по июнь 1986 года — Вениамин Вениаминович Госданкер
- Николай Анатольевич Охонько, Герой труда Ставрополья

## Сотрудники
- Раиса Михайловна Бунькова (17.02.1931), заслуженный работник культуры РФ, главный хранитель фондов музея, проработавшая в музее 45 лет (1959–2004). Награждена медалью «За заслуги перед Ставропольским краем» (2005), знаком «За отличную работу» Министерства культуры СССР[10].